# Reprezentacja Hongkongu na Mistrzostwach Świata w Wioślarstwie 2009
Reprezentacja Hongkongu na Mistrzostwach Świata w Wioślarstwie 2009 liczyła 2 sportowców. Najlepszym wynikiem było 16. miejsce w jedynce wagi lekkiej kobiet.

## Medale

### Złote medale
Brak

### Srebrne medale
Brak

### Brązowe medale
Brak

## Wyniki

### Konkurencje mężczyzn
- jedynka wagi lekkiej (LM1x): So Sau Wah – 17. miejsce

### Konkurencje kobiet
- jedynka wagi lekkiej (LW1x): Lee Ka Man – 16. miejsce